# Willi Padge
Willi Padge (født 4. oktober 1943 i Mölln, død 17. september 2023) var en tysk roer og olympisk guldvinder.
Padge stillede op for Ratzeburger RC, hvor han var styrmand. Han var med i den firer med styrmand, der i 1958 vandt EM-guld i 1958, og i 1959 var han med til at vinde EM-guld i otter.
Han var med i den samme båd ved OL 1960 i Rom, hvor USA var storfavorit, idet de havde vundet samtlige de olympiske finaler, de havde deltaget i indtil da. Tyskernes EM-vindere fra 1959 var blandt de både, der blev set som mulige konkurrenter til OL-titlen, og tyskerne mødte op med et nyt åredesign. I indledende heat vandt de da også sikkert, hvorpå de vandt finalen i ny olympisk rekord foran Canada og Tjekkoslovakiet, mens USA meget overraskende måtte nøjes med en femteplads. Besætningen bestod foruden Padge af Klaus Bittner, brødrene Frank og Kraft Schepke, Karl-Heinrich von Groddeck, Karl-Heinz Hopp, Walter Schröder, Hans Lenk og Manfred Rulffs. Han modtog i både 1959 og 1960 sammen med resten af otterbesætningen Vesttysklands fineste sportspris, Silbernes Lorbeerblatt.

## OL-medaljer
- 1960:  Guld i otter